# اشتوتسینش
اشتوتسینش (به آلمانی: Stotzing) یک منطقهٔ مسکونی در اتریش است که در ناحیه آیزنشتات-اومگه‌بونگ واقع شده‌است. اشتوتسینش ۸۰۰ نفر جمعیت دارد.